# Ківой
Ківо́й (рос. Кивой, чув. Кивуй) — присілок у складі Аліковського району Чувашії, Росія. Входить до складу Шумшеваського сільського поселення.
Населення — 121 особа (2010; 142 у 2002).
Національний склад:
- чуваші — 100 %